# 蕭宗禹
蕭宗禹（16世紀—17世紀），字亦中，江西饒州府鄱陽縣北隅人，明朝政治人物。

## 生平
蕭宗禹是萬曆四年（1576年）丙子科江西鄉試第五十五名舉人，二十年（1592年）授德平教諭，二十二年（1594年）任湖廣鄉試同考官，取錄解元秦繼宗，二十三年（1595年）陞酆都知縣，二十五年（1597年）協助石砫土司馬千乘用兵征討楊應龍有功勞，遷楚王府長史，未到任辭官回鄉。

## 引用
1. 1 2  同治《鄱陽縣志·卷十·人物志一》：蕭宗禹，字亦中，北隅人，萬厯丙子舉人，初任山東德平教諭，甲午湖廣聘禮記同考官，取榜首秦繼宗，尋遷四川酆都令，值用兵土司勞勩懋著，故轉楚藩長史，未仕歸。